# بهاریه (کاشمر)
بهاریه نام روستایی از توابع بخش فرح‌دشت شهرستان کاشمر در استان خراسان رضوی است. این روستا در دهستان قلعه بالا قرار دارد و برپایه سرشماری سال ۱۳۹۵ جمعیت آن ۱۲۵ نفر (۴۳ خانوار) است.

## نگارخانه

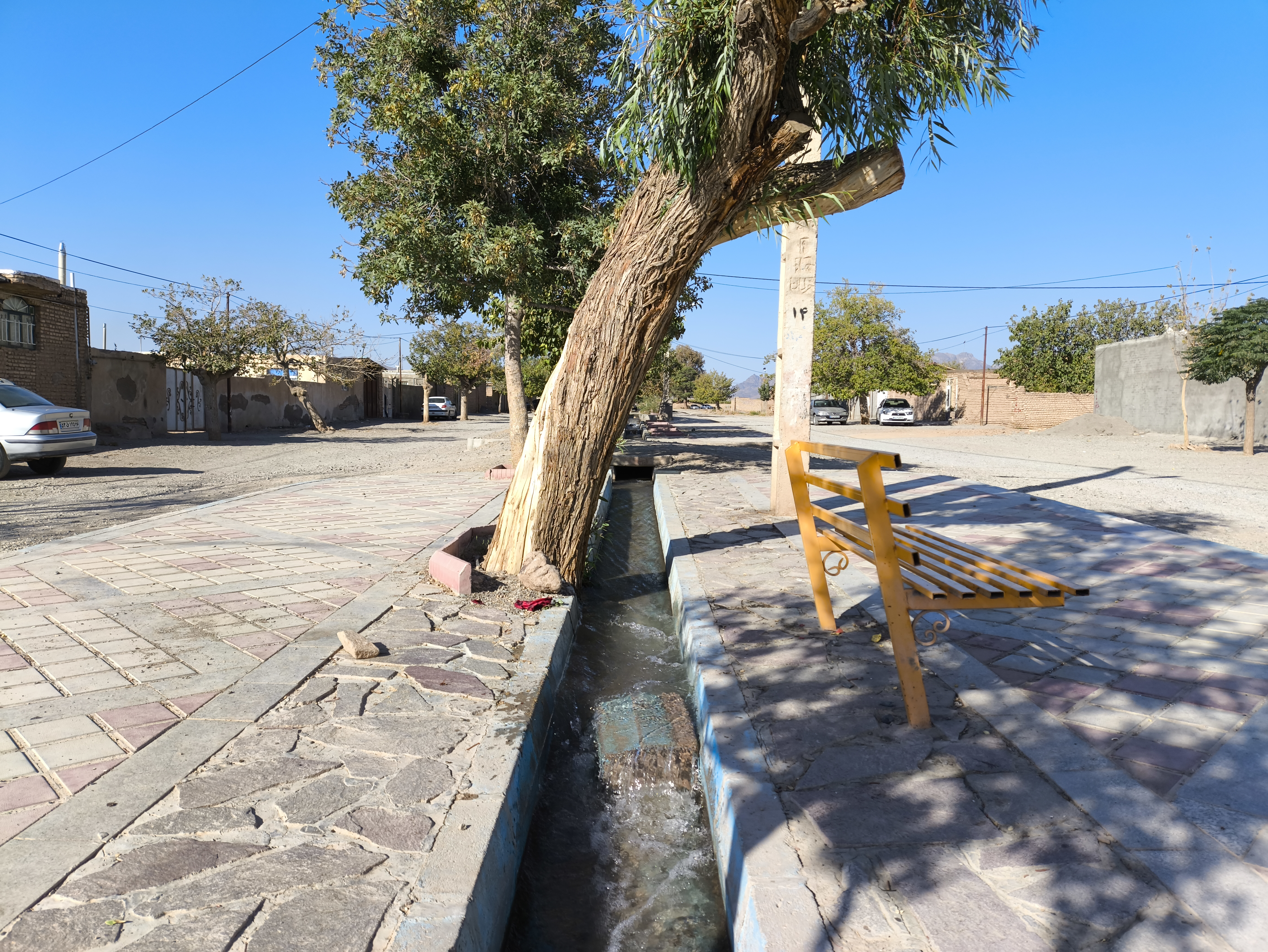
نمایی از روستای بهاریه
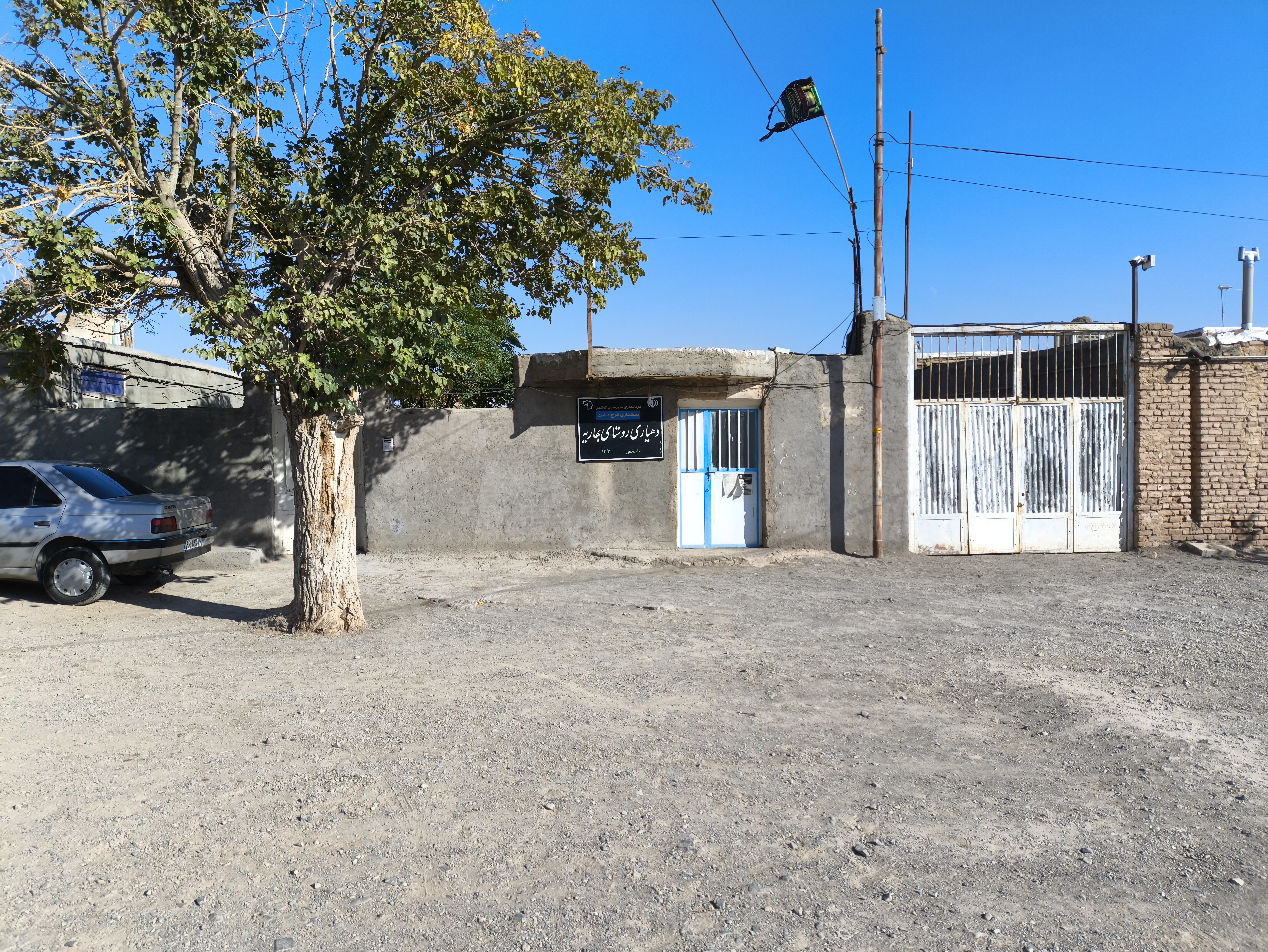
نمایی از روستای بهاریه
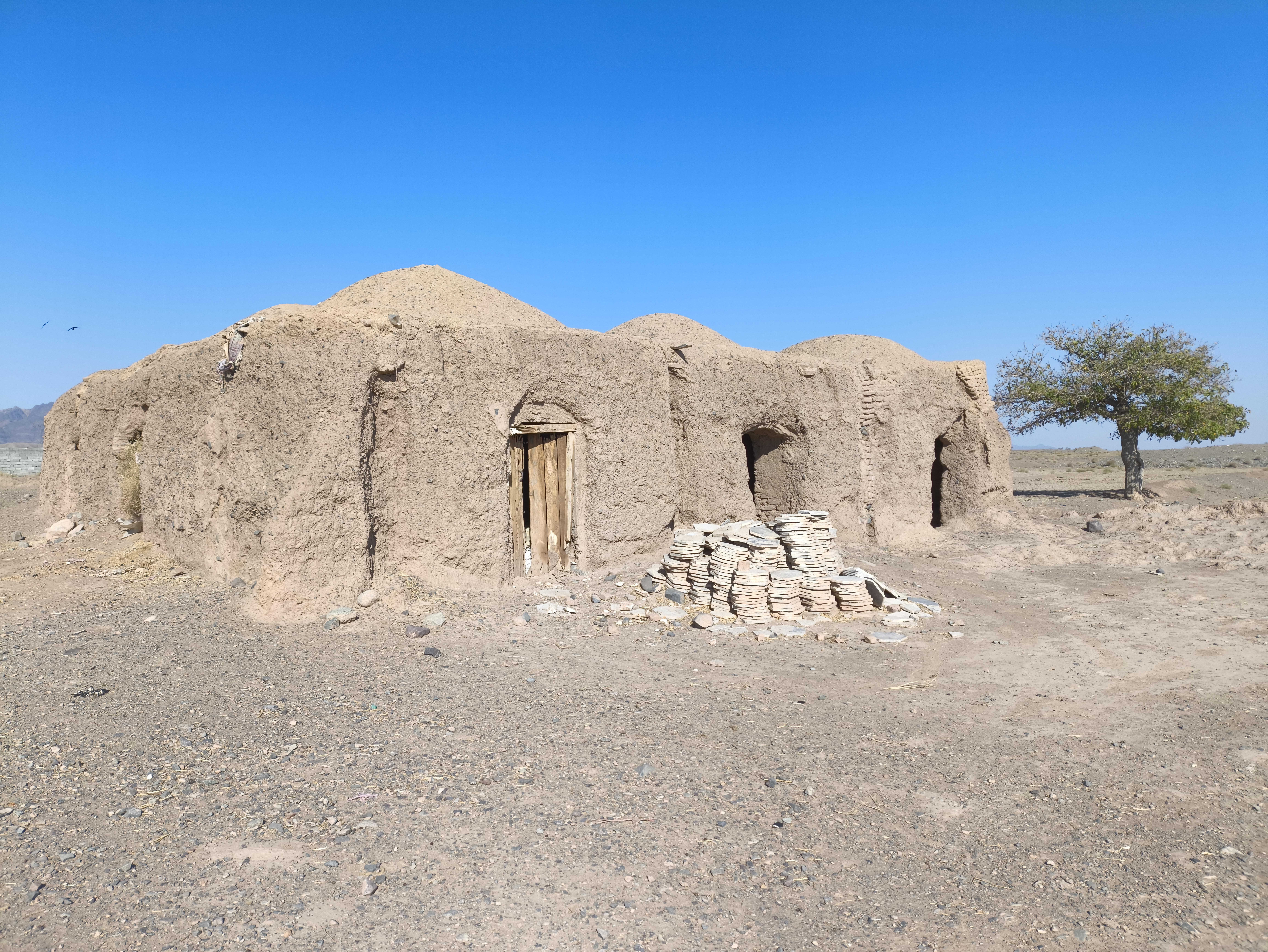
نمایی از روستای بهاریه
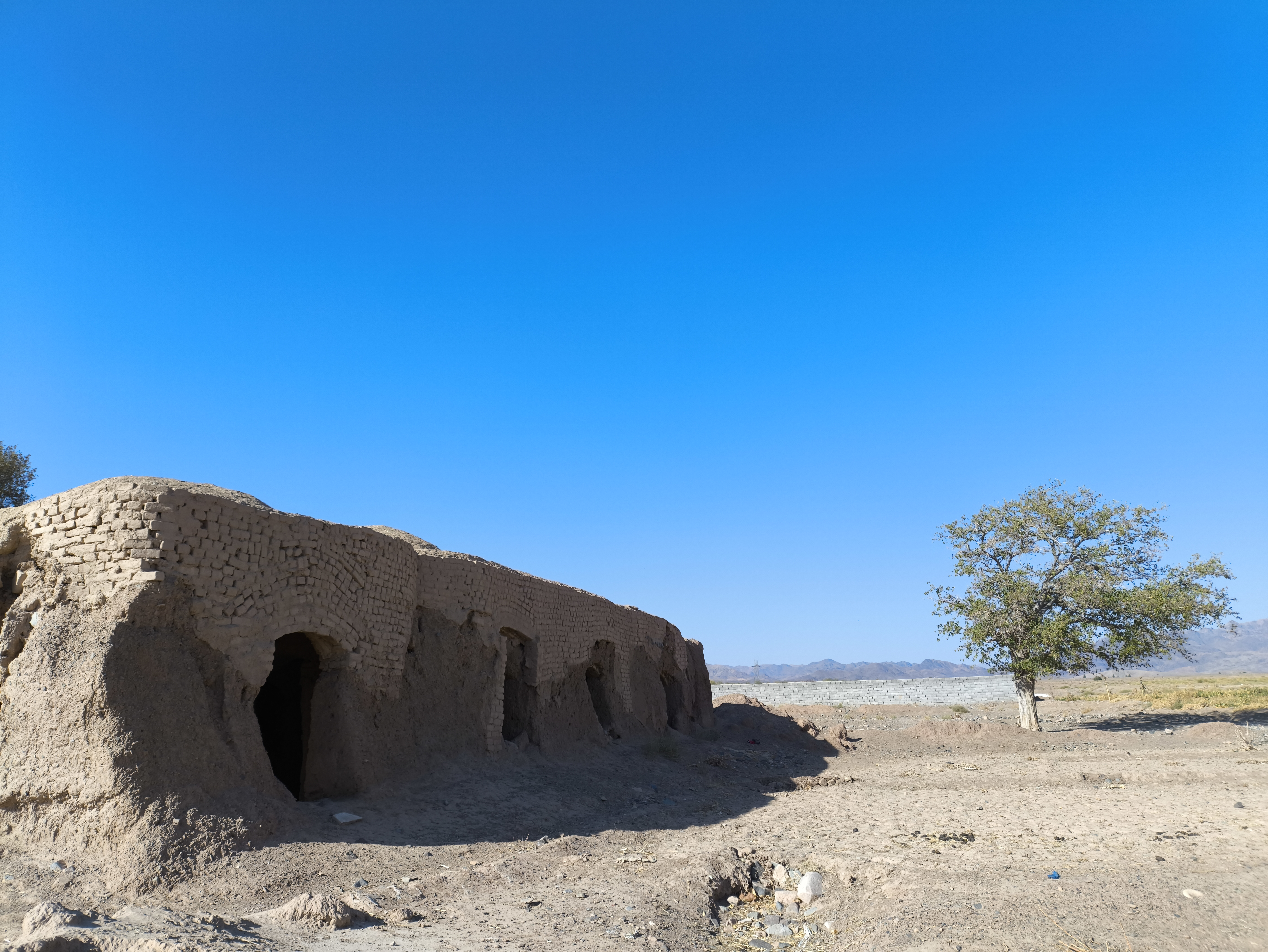
نمایی از روستای بهاریه
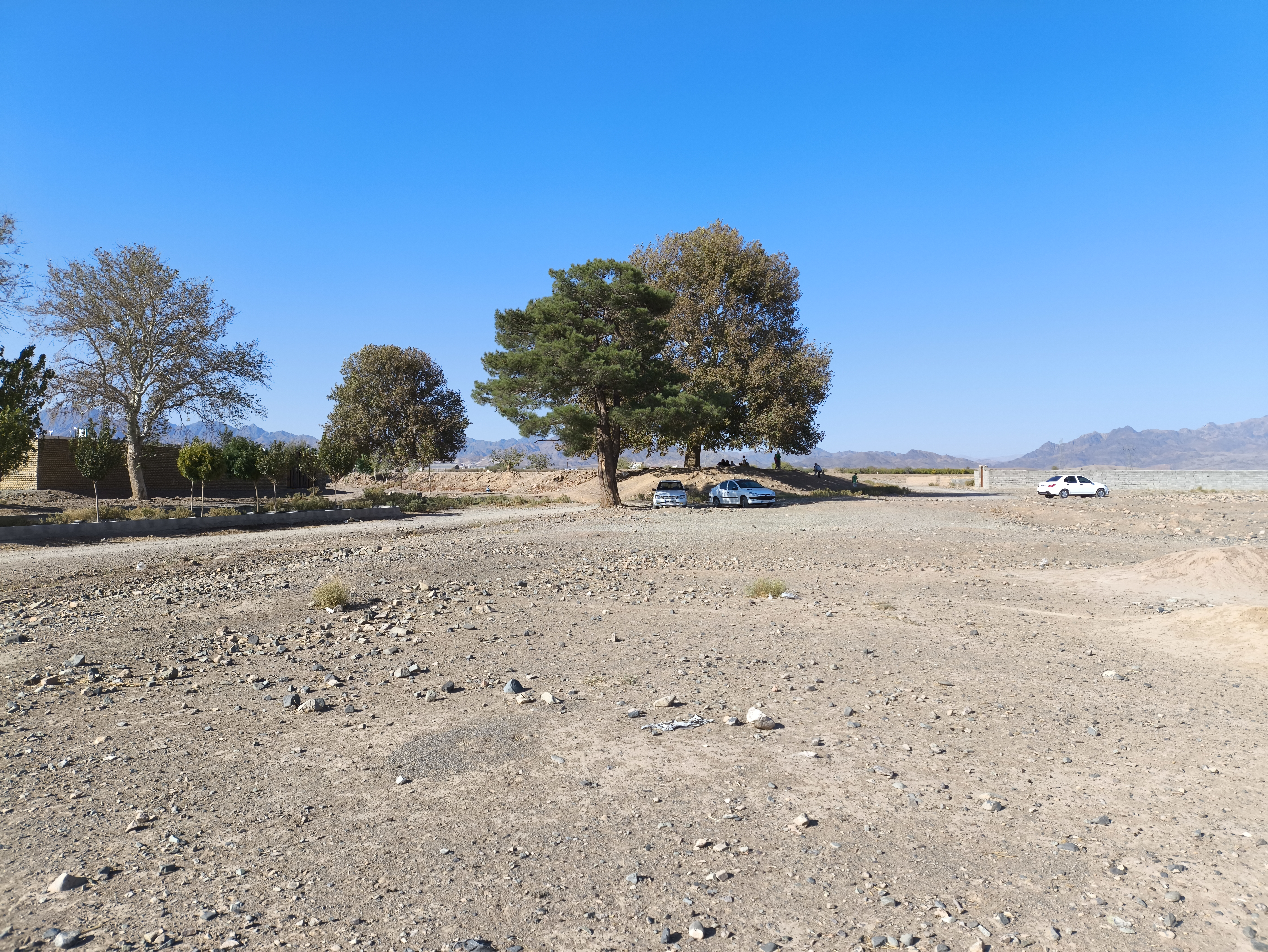
نمایی از روستای بهاریه
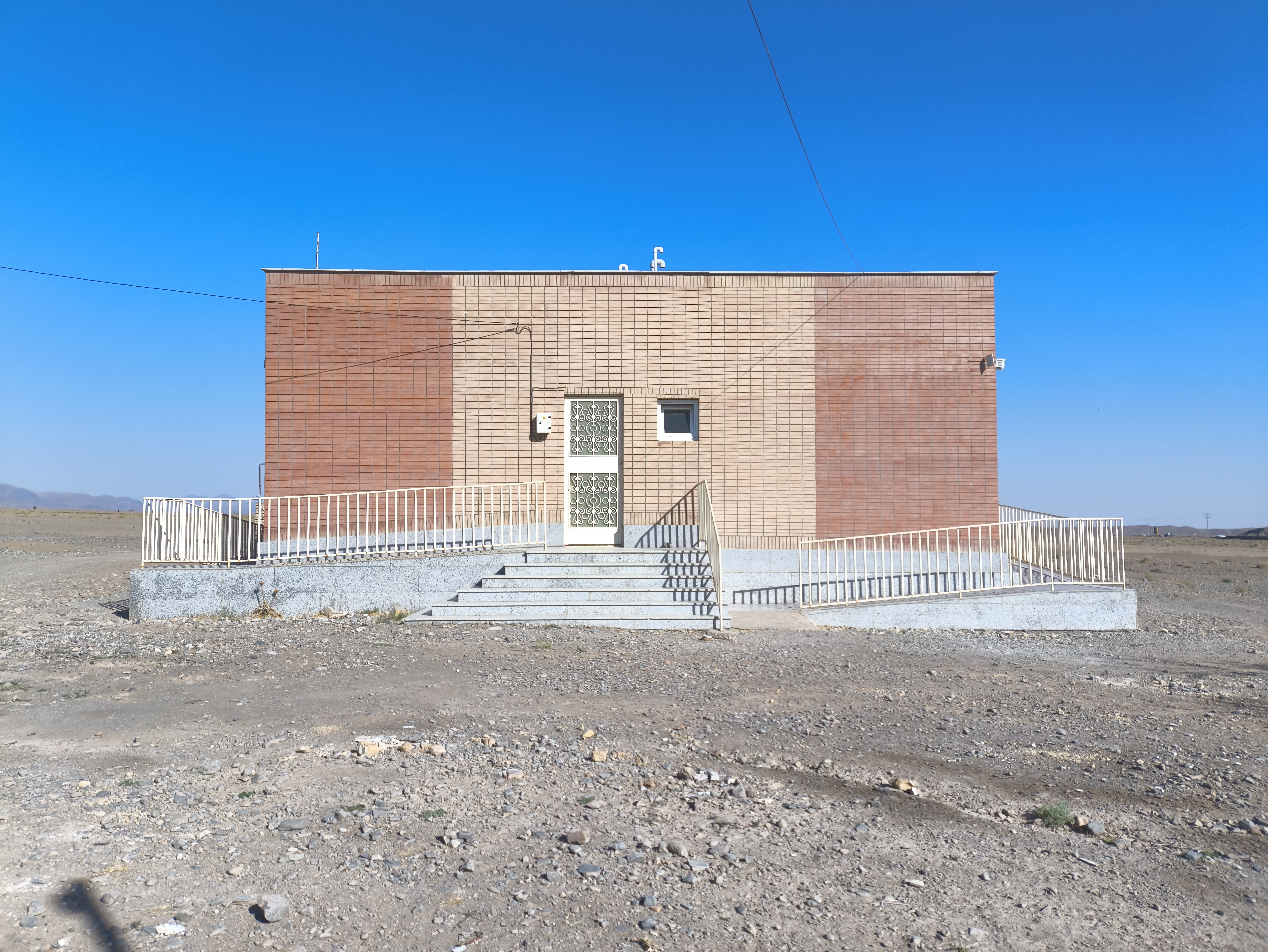
نمایی از روستای بهاریه
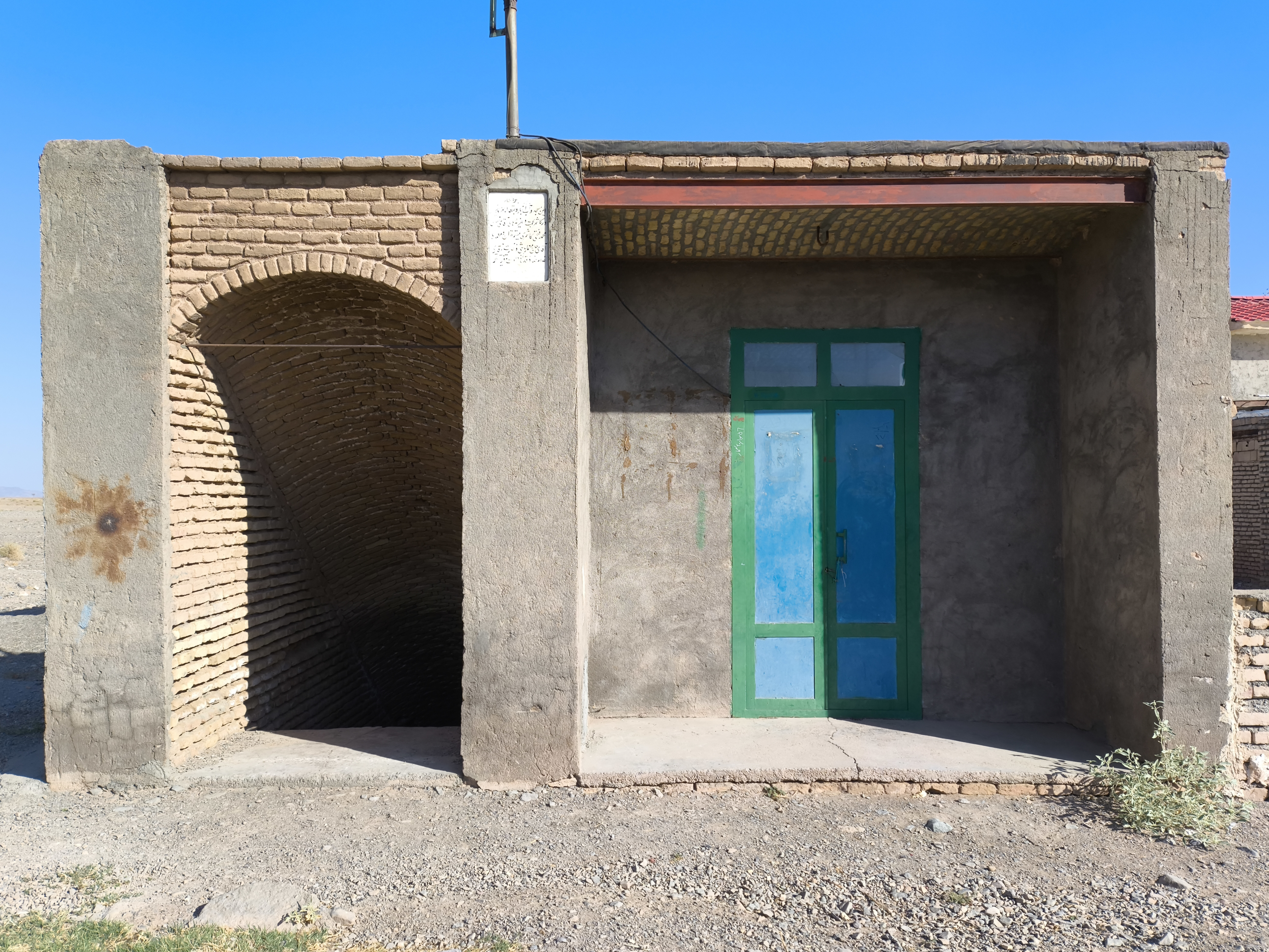
حوض‌انبار و مسجد بهاریه
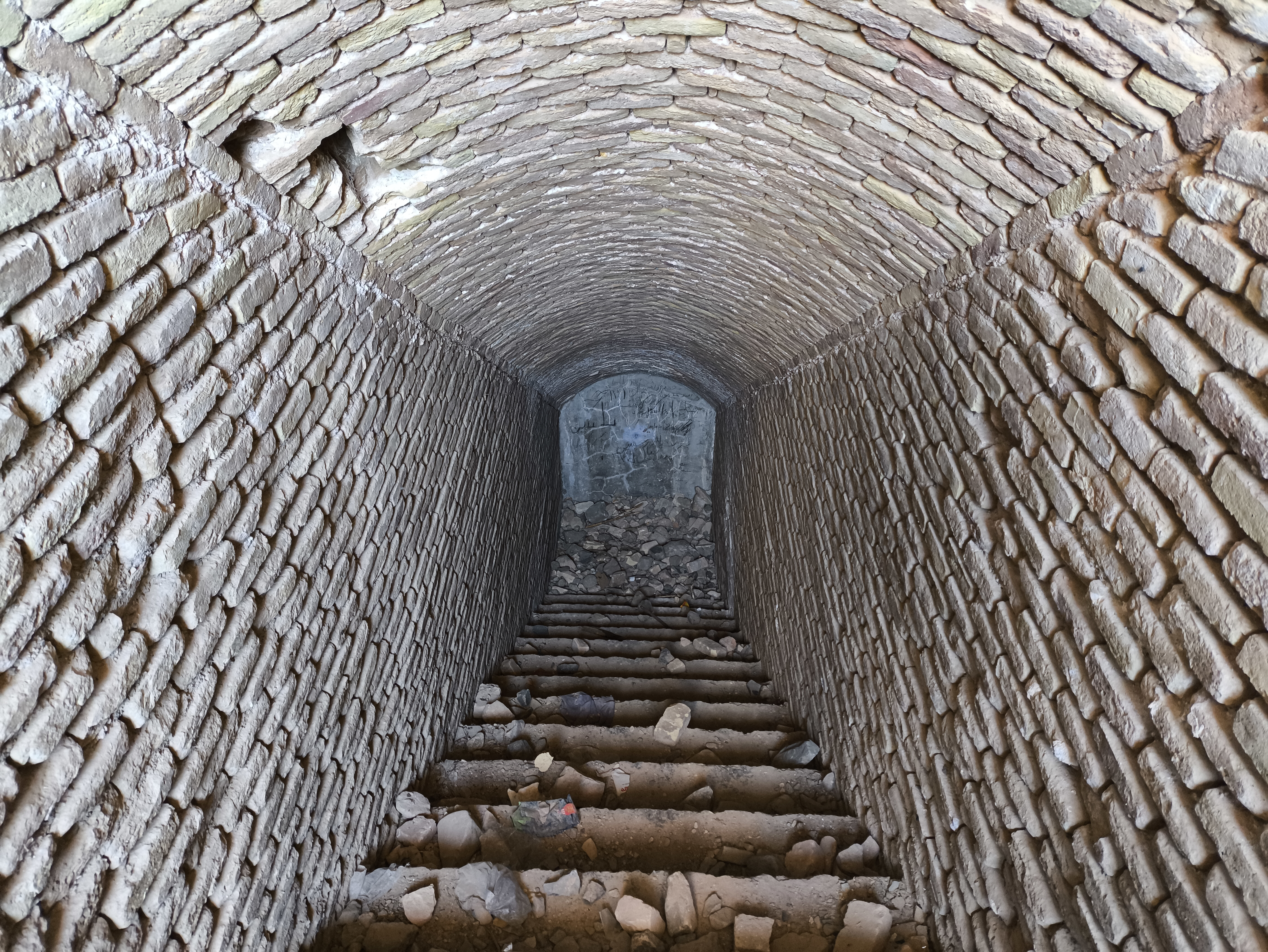
داخل حوض‌انبار بهاریه